# Антоніо Діас дос Сантос
Антоніо Діас дос Сантос (порт. Antônio Dias dos Santos), більш відомий як Тоніньйо Баяно (порт.-браз. Toninho Baiano, 7 червня 1948, Вера-Крус — 8 грудня 1999, Салвадор) — бразильський футболіст, що грав на позиції правого захисника.
Виступав, зокрема, за клуби «Флуміненсе» та «Фламенго», а також національну збірну Бразилії.

## Клубна кар'єра
Тоніньйо почав свою кар'єру як лівий півзахисник в клубі «Сан-Крістован» з Салвадора, але потім через травму правого захисника, був переведений на його місце, де і виступав до кінця своєї кар'єри. У 1967 році він перейшов до «Галісії», за яку виступав з 1967 по 1969 рік.
У 1970 році Тоніньо перейшов у «Флуміненсе» за 100 тис. крузейро. З «Флу» він тричі вигравав чемпіонат штату Ріо-де-Жанейро і один раз в 1970 році Кубок Роберто Гомеса Педрози, тодішній аналог чемпіонату Бразилії. У 1975 році Тоніньйо був змушений покинути «Флуміненсе», через конфлікт з головним тренером команди, Діді.
У 1976 році Тоніньйо став частиною грандіозного обміну між клубами «Фламенго» і «Флуміненсе», в результаті якого були обміняні по 3 гравці з кожного клубу. Спочатку вболівальники клубу агресивно були налаштовані з приводу обміну, тим більше, що пішов з команди їх ідол — аргентинець Нарсісо Довал. Однак Тоніньйо швидко завоював любов фанатів клубу. За «Менго» він провів 4,5 сезони, вигравши 3 чемпіонати Ріо і один чемпіонат Бразилії.
У 1981 році Тоніньйо перейшов в аравійський клуб «Аль-Аглі» (Джидда) і провів там 1 сезон, вигравши національний чемпіонат і кубок. Причиною відходу з «Аль-Аглі» став епізод, коли команда уклала договір про перехід Тоніньйо в інший аравійський клуб без відома самого гравця. Повернувшись до Бразилії, Тоніньйо виступав за клуб «Бангу», але «Аль-Аглі», що володіла правами на трансфер футболіста, зажадала у «Бангу» 1 млн доларів, які бразильський клуб не міг сплатити. В результаті Тоніньйо був змушений або повернутися в «Аль-Аглі», або завершити кар'єру, що він і зробив.
Після завершення кар'єри гравця, Тоніньйо займався бізнесом з продажу будівельних матеріалів.

## Виступи за збірну
28 квітня 1976 року дебютував в офіційних матчах у складі національної збірної Бразилії в грі проти Уругваю (2:0).
У складі збірної був учасником чемпіонату світу 1978 року в Аргентині, на якому команда здобула бронзові нагороди, а Тоніньйо провів всі ігри, за винятком вирішального матчу за 3-тє місце. Наступного року він зіграв і на Кубку Америки 1979 року у різних країнах, на якому команда також здобула бронзові нагороди.
Помер 8 грудня 1999 року на 52-му році життя у місті Салвадор.

## Титули і досягнення
- Чемпіон Бразилії (2):

«Флуміненсе»: 1970
«Фламенго»: 1980
- Переможець Ліги Каріока (6):

«Флуміненсе»: 1971, 1973, 1975
«Фламенго»: 1978, 1979, 1979 (спеціальний)
- Бронзовий призер чемпіонату світу: 1978